# Nathalie Slosse
Nathalie Slosse (Brussel, 14 september 1976 – Brussel, 10 november 2018) was een Belgische schrijfster. Ze is vooral bekend van prentenboeken om verlieservaringen voor kinderen  bespreekbaar te maken.

## Biografie
Nathalie Slosse studeerde klassieke filologie. Na een job als lerares Latijn en Grieks, heeft ze gewerkt voor verschillende non-profit organisaties. Ze heeft twee kinderen. Tweemaal is ze van kanker genezen. Een derde keer overleefde ze het niet.

## Werk
Haar prentenboek Grote boom is ziek  is voor het eerst verschenen in 2009. Het boek vertelt wat Snuiter meemaakt wanneer Grote Boom kanker krijgt en een ingrijpende en langdurige behandeling krijgt. Het is vertaald in het Frans, Engels, Deens, Koreaans en Chinees. Snuiter (Frimousse in het Frans, Snibbles in het Engels) is een diertje dat met de hulp van veelsoortige vriendjes pijnlijke gebeurtenissen probeert te verwerken.
In 2010 heeft Nathalie Slosse de vzw Talismanneke opgericht. Deze vzw zorgt voor het kenbaar maken van haar werk, voor het verder ontwikkelen van projecten en voor het steunen van organisaties die de doelstellingen van de vzw meehelpen realiseren.    
In het Egmont-park te Brussel liet ze op 28 september 2016 een Ginkgo Biloba inhuldigen als Snuiter-boom. Nathalie Veit realiseerde een bijhorende mozaïek in het wandelpad .